# Fiction House
Fiction House foi uma editora norte-americana existente entre as décadas de 1920 e 1950, especializada em publicações populares como as chamadas revistas pulp e  revistas em quadrinhos (durante a chamada Era de Ouro das histórias em quadrinhos). Destas últimas, a personagem mais conhecida foi Sheena, a Rainha das Selvas, que difundiu o estilo da editora de criar good girl arts, personagens com aparência de "pin-up girls". No Brasil, os quadrinhos foram publicados pela Ebal, que dedicou vários números da revista Álbum Gigante e também em O Heroi surgida em 1947, aos personagens da editora: Além de Sheena, Wambi e Kaanga (traduzido para Kionga nas revistas da EBAL) ao lado de sua companheira Luana (no original Ann Mason). Anteriormente, a revista O Guri reproduziu em seu primeiro número uma edição de Planet Comics, outra publicação da Fiction House.

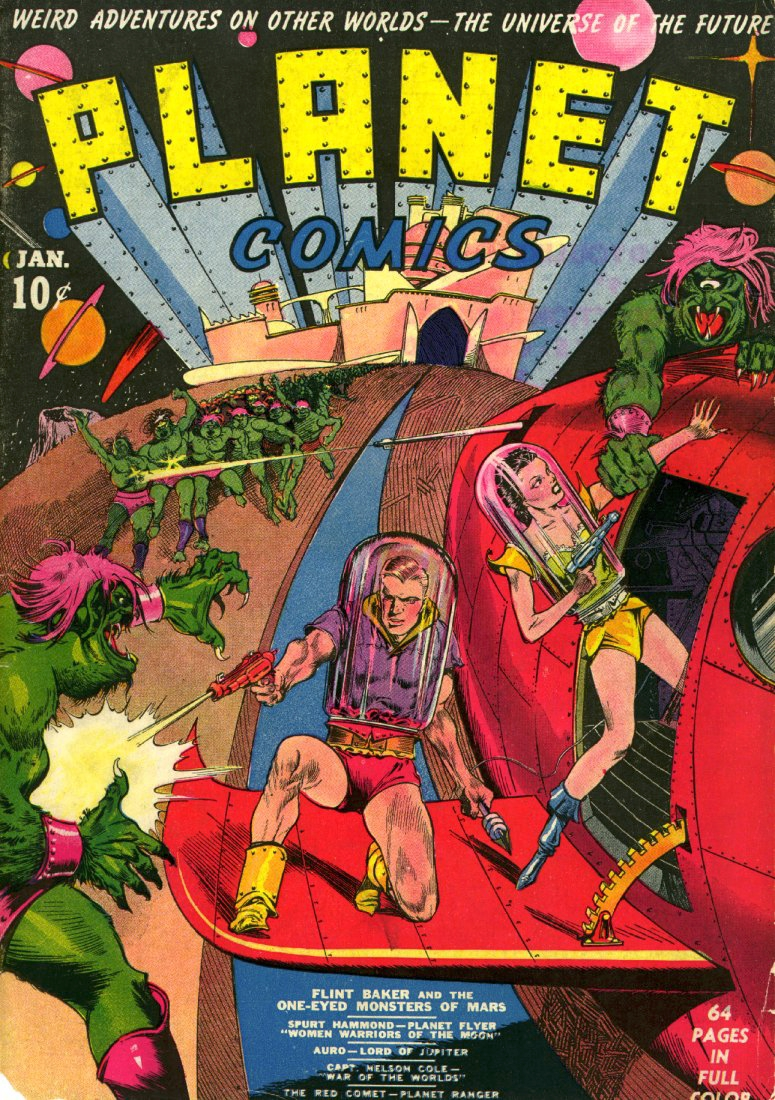
Capa da primeira edição de Planeta Comics (janeiro de 1940), reproduzida integralmente na revista brasileira O Guri de abril de 1940

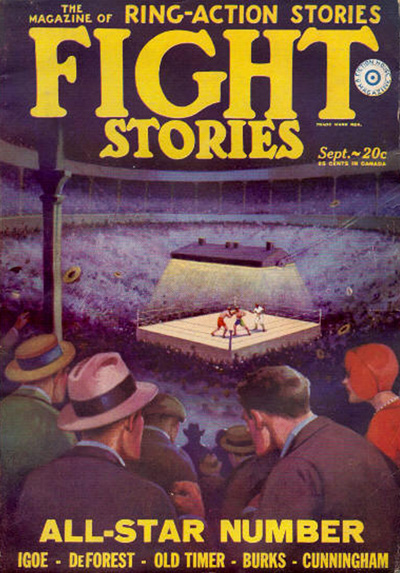
Fight Stories Vol. 2, #4 (setembro de 1929). Capa com arte de F. R. Glass

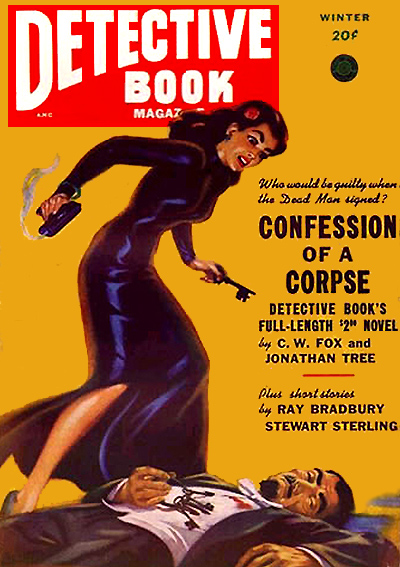
Detective Book Magazine Vol. 5, #10 (Inverno de 1948)

## História

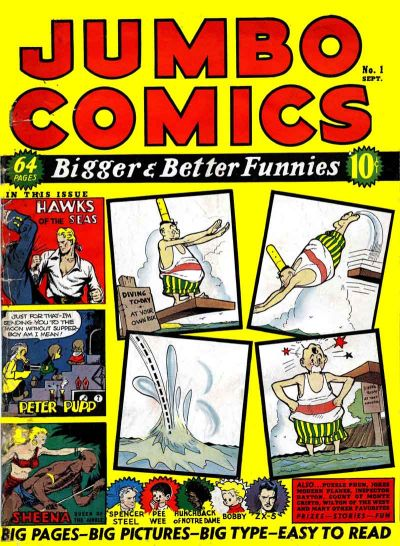
Jumbo Comics #1 (setembro de 1938). Capa de artista desconhecido.

### Jumboe Jack Kirby
Fiction House iniciou na década de 1920 lançando revistas populares que tratavam sobre os primórdios da aviação, faroeste e esportes. Na década seguinte, surgiriam as revistas com histórias de detetives. O editor Thurman T. Scott expandiu os negócios e incluiu revistas em quadrinhos na parte final da década de 1930. Ele aceitou proposta do estúdio Eisner & Iger, que produzia quadrinhos sob encomenda de editores que quisessem investir nesse segmento. Scott então publicou Jumbo Comics #1 (setembro de 1938).
A estrela dos quadrinhos da Fiction House era Sheena, A Rainha das Selvas, que surgira na primeira revista. Will Eisner e S.M. "Jerry" Iger haviam criado a deusa das selvas com longas pernas e traje de leopardo para a revista britânica Wags, sob o pseudônimo de "W. Morgan Thomas".
Outros astros dos quadrinhos da Fiction House eram "Hawks of the Seas" (continuando uma história da Quality Comics publicada em Feature Funnies #12, após Eisner-Iger e a Quality terem rompido) e muitos outras agora obscuras tiras ("Peter Pupp"; "ZX-5 Spies in Action"; "Spencer Steel"; "Inspector Dayton").[carece de fontes?] Dentre os artistas que trabalharam nessa fase estavam Jack Kirby, com seu primeiro emprego após estrear em Wild Boy Magazine: Trabalhou na série de ficção científica The Diary of Dr. Hayward (com o pseudônimo de "Curt Davis"), a tira do cauboi moderno combatente do crime Wilton of the West (como "Fred Sande") e a parte um de quatro páginas do romance seriado de capa-e-espada de Alexandre Dumas, pai O Conde de Monte Cristo (como "Jack Curtiss").

### Os "Big 6" dos quadrinhos
Jumbo teve grande vendagem e a Fiction House continuou no segmento com as revistas Jungle Comics, Wings Comics (com história de aviadores), Planet Comics (ficção científica), Rangers Comics e Fight Comics durante o início da década de 1940 — a maior parte dessas séries reaproveitando os títulos e temas anteriormente publicados nas revistas pulps da editora.  Fiction House referia-se internamente a esse grupo de revistas regulares como "Os Big Seis" mas havia muitas outras publicações como as de faroeste (Indians e Firehair), aventuras na selva (Sheena, Queen of the Jungle e Wambi), além de cinco números de revistas de Eisner com o personagem The Spirit.
A editora rapidamente criou um escritório de quadrinhos próprio sob o comando do editor Joe Cunningham, depois substituído por Jack Burden. A Fiction House contratou artistas empregados e eventuais (freelance) como Mort Meskin, Matt Baker (o primeiro artista afro-americano proeminente dos quadrinhos), Nick Cardy, George Evans, Bob Powell, Dick Giordano, George Tuska, Jim Mooney, Gene Colan e o britânico Lee Elias, bem como algumas poucas artistas mulheres como Ruth Atkinson, Fran Hopper, Lily Renée e Marcia Snyder.
A historiadora feminista de quadrinhos Trina Robbins, escreveu (em tradução livre)
| “ | ...a maioria das histórias de ação no estilo pulp da Fiction House tinha como protagonistas mulheres fortes, bonitas e eficientes heroínas. Elas eram enfermeiras de guerra, pilotos, garotas detetives, contra-espiãs e rainhas da selva vestidas em peles de animais. E sempre estavam no comando. Armas disparando, facas e espadas nas mãos, elas cruzavam as páginas prontas para enfrentarem qualquer vilão. E não precisavam serem resgatadas. | ” |

Apesar dessa característica pré-feminista, Fiction House se viu alvo do livro do psicólogo Dr. Fredric Wertham chamado Seduction of the Innocent (1954), que em parte culpava os quadrinhos pelo aumento da delinquência juvenil. Colocadas no mesmo nível dos supostos efeitos nocivos provocados por quadrinhos de horror sangrento, figuraram as heroinas sexys e pneumáticas da Fiction House, Fox Comics e outras companhias. Como consequência, cresceu a fúria dos pais e do governo contra essas publicações, que criou um subcomitê senatorial para investigar o caso, diminuindo vendas tanto das revistas em quadrinhos como das pulps que já lutavam contra a concorrência da televisão nascente e de livros de bolsos que atraim leitores da época. As editoras se viram obrigadas a criarem um código de autocensura, o Comics Code Authority. Com essas dificuldades, a Fiction House entrou em crise e logo fechou as portas.

## Lista de revistas pulps da Fiction House
- Aces                          (estimativa de 100 edições, dezembro de 1928 - primavera de 1939)
- Action Novels
- Action Stories            (225 edições, setembro de 1921 - Outono de 1950)
- Air Stories                   (50 edições etimadas, 27 de agosto de 1927 - Inverno de 1939)
- All Adventure Action Novels
- All-American Football Magazine
- Baseball Stories              (50 edições estimadas, Primavera de 1938 - Primavera de 1954)
- Basketball Stories            (uma edição conhecida, Inverno de 1937)
- Black Aces                    (7 edições, janeiro de 1932 - julho de 1932)
- Bull's-Eye Detective
- Bull's-Eye Sports             (8 edições estimadas, Inverno de 1938 - Outono de 1939)
- Bull's-Eye Western Stories
- Civil War Stories             (uma edição conhecida, Primavera de 1940)
- Detective Book Magazine   (65 edições, abril de 1930 - Inverno de 1952/53)
- Detective Classics            (22 edições, novembro de 1929 e setembro de 1931)
- Fight Stories             (106 edições, junho de 1928 – Primavera de 1952)
- Football Action
- Football Stories              (35 edições estimadas, Outono de 1937 - Outono de 1953)
- Frontier Stories
- Frontier Stories of the Pioneer Days
- George Bruce's Aces (Glen-Kel)
- George Bruce's Air Novels
- Jungle Stories (59 edições)
- Lariat Story Magazine
- North-West Stories
- North-West Romances
- Planet Stories (71 edições)
- Soldier Stories
- True Adventures
- Two Complete Detective Books (Real Adventure)
- Two Western Books
- Two Western Romances
- Wings

## Lista de quadrinhos da Fiction House

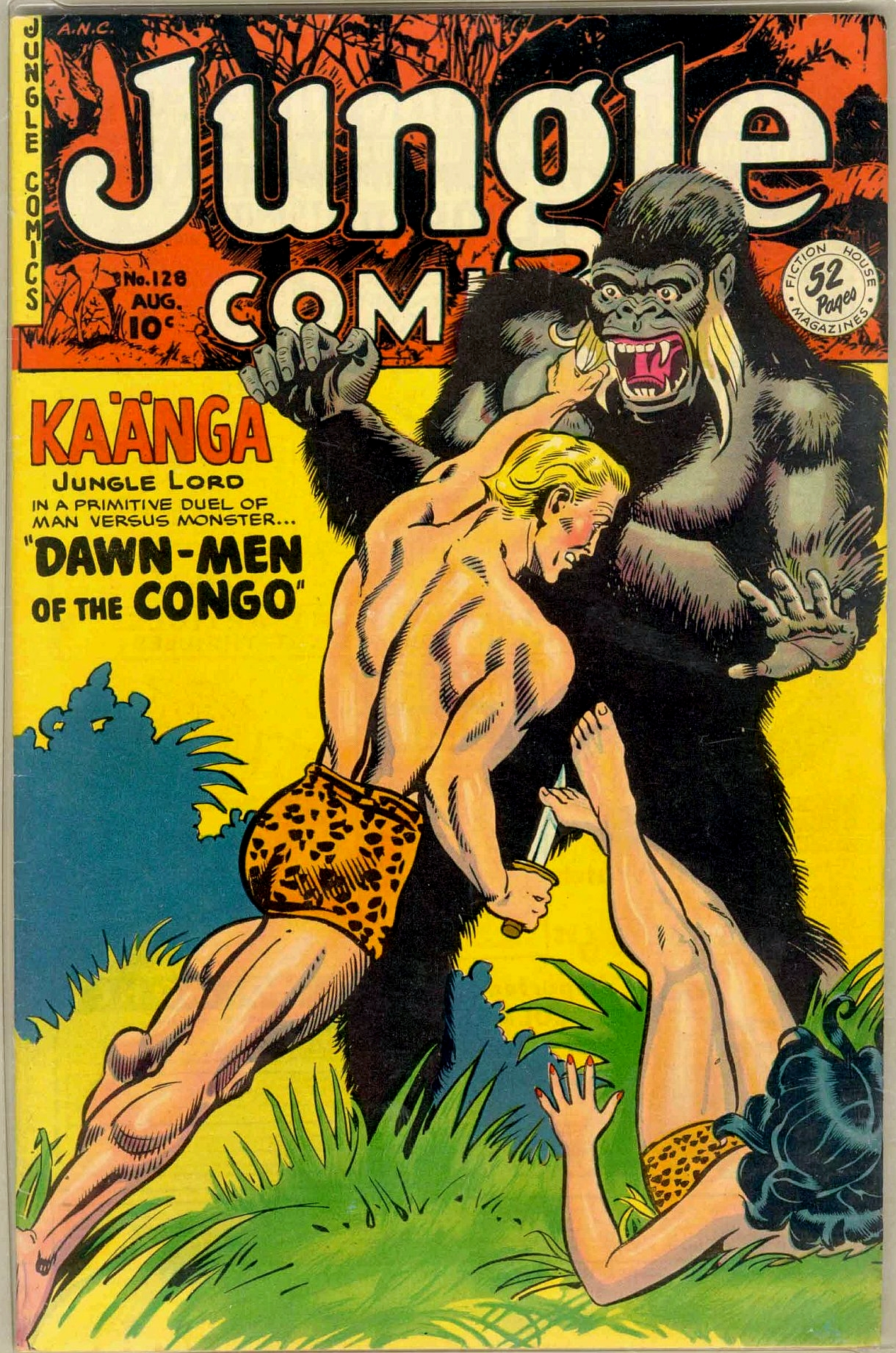
Capa de Jungle Comics

- Cowgirl Romances
- Fight Comics
- Firehair
- Ghost
- Indians
- Jumbo Comics
- Jungle Comics
- Ka'a'nga, Jungle King
- Man O'Mars
- Movie Comics
- Planet Comics
- Rangers Comics
- Sheena, Queen of the Jungle
- The Spirit (5 revistas, 1952–54)
- Wambi
- Wings Comics

## Leituras
- Comic Book Marketplace vol. 2, #57 (março de 1998): "Fiction House Pulps!" de Christian K. Berger, pp. 34–37, 44
- Comic Book Marketplace vol. 2 2, #60 (junho de 1998): "Fiction House Sci-Fi" (galeria de capas) pp. 40–43
- Comic Book Marketplace vol. 2, #72 de outubro de 1999): Letter from Bill Black on Australian versions of Fiction House comics, pp. 8–9
- Fiction House: A Golden Age Index compiled by Henry Steele (San Francisco, A. Dellinges, 1978)
- Fiction House: A Golden Age Index of Planet Comics (San Francisco: A. Dellinges, 1978)
- Ron Goulart's Comics History Magazine #4 (Verão de 1997): "The History of Good Girl Art", Parte 2, pp. 3–5